# Pocoyo
Pocoyo（意思是小小的我，又譯小P优优 ）是一部由大衛·坎托拉、路易斯·加列戈和吉列爾莫·加西亞·卡爾西創作的動畫互動型學前教育喜劇電視劇。該劇由西班牙動畫公司辛基亞娛樂製作，前兩季為與ITV格拉納達兒童頻道（Granada Kids）的合作製作，第一季還與科斯格羅夫·霍爾影業（Cosgrove Hall Films）合作，這些合作夥伴均來自英國。
該系列共製作了四季，每季包含52集七分鐘的集數。英國演員及喜劇演員斯蒂芬·弗萊擔任前兩季英語版本的旁白，而斯蒂芬·休斯則擔任第三季《Let's Go Pocoyo》及第四季的旁白。西班牙卡斯蒂利亞語版本則由何塞·瑪利亞·德爾里奧擔任旁白。2009年，該系列推出了一個名為《Pocoyo World》的新衍生作品節目。
在2022年7月，第五季獲得批准以慶祝該節目20周年，原定於2023年中播出，但已延遲至2024年。第五季將對角色設計進行重大更改，並引入新角色，包括Pocoyo的妹妹Pocoyina（波可優娜）。類似於第四季的《Dragon Island》，第五季中的五集將包含實景拍攝元素。
在2023年，該系列由Animaj收購。隨後，第六季獲得續訂，預計於2026年播出。同時，第三部劇場版也已宣布，計劃於2028年上映。在第五季和第六季首播之前，第七季已獲續訂，預計將於2029年至2030年間播出。

## 背景
《Pocoyo》的背景設置在3D電腦圖形創建的空間中，背景通常為單一的白色，且大多不使用其他背景元素。劇情圍繞四歲的小男孩Pocoyo展開，他全身穿著藍色衣物，與他的朋友愛麗（Elly）、巴托（Pato）、妮娜（Nina）、弗雷德（Fred the Octopus）、魯拉（Loula）、羅伯托（Roberto）、小鳥（Baby Bird）、毛毛蟲（Caterpillar）和瞌睡鳥（Sleepy Bird）互動。觀眾被鼓勵識別Pocoyo所面臨的情境以及發生在他周圍的事件。旁白通常會直接與觀眾及角色對話。每個角色都有獨特的舞蹈和特定的聲音（通常來自樂器），且大多數集數以角色們跳舞作為結尾。

## 角色

### 主要角色

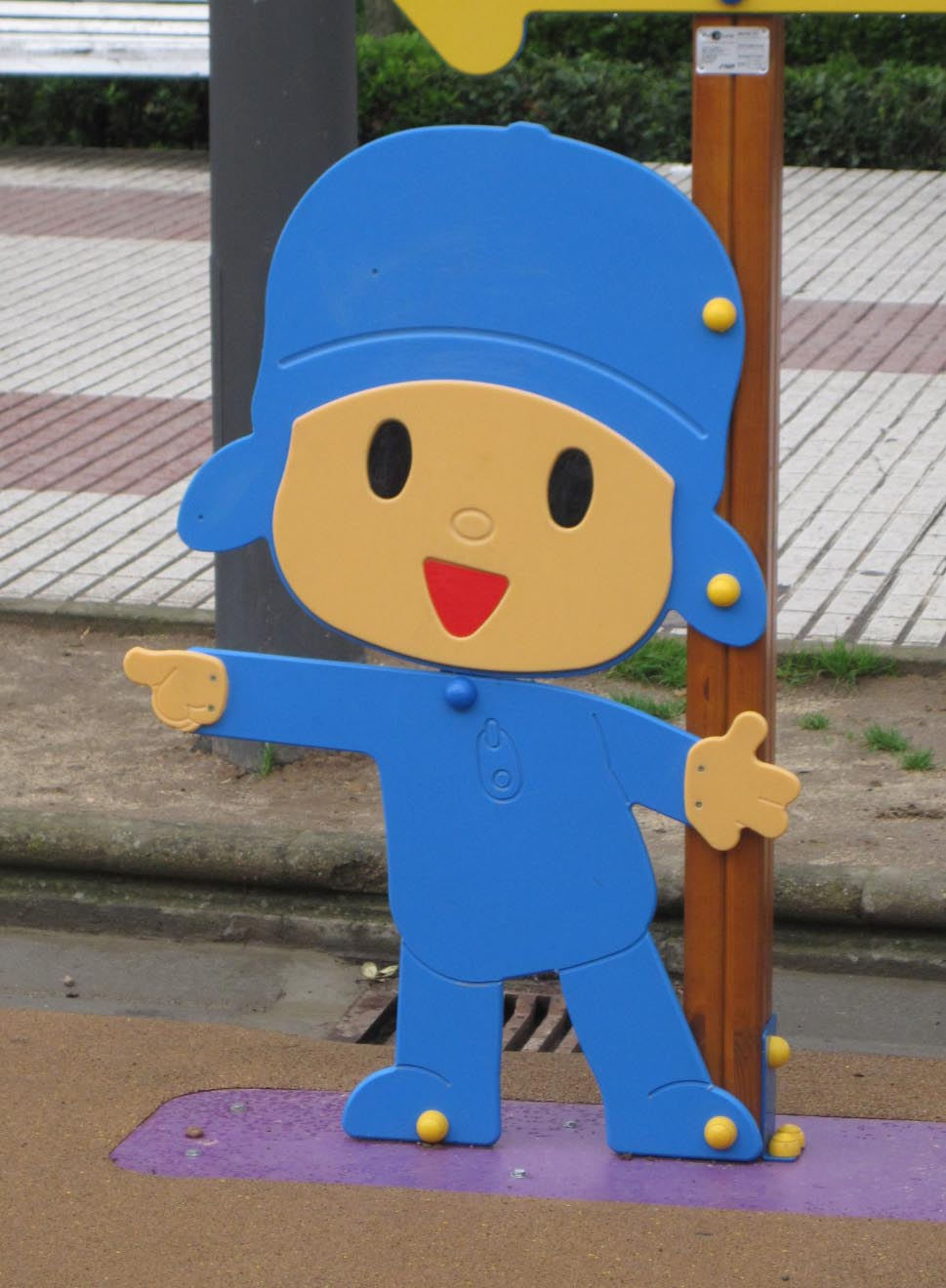
兒童遊樂場的Pocoyo

- Pocoyo（第1季由Alex Marty配音，第2季由Montana Smedley配音，第3季由Isabella Foy配音，第4季由Gigi Hatt配音[來源請求]）是該系列的主角。他是一個充滿好奇心、熱愛玩遊戲和探索新事物的4歲小孩。他非常靈活，動作敏捷。Pocoyo是一個非常天真、快樂且稚氣未脫的角色，經常穿著藍色的三片式帽子、藍色夾克（帶有黃色拉鍊），以及一條藍色的褲子和鞋子。他的好朋友包括巴托（Pato）、愛麗（Elly）、鲁拉（Loula）、弗雷德（Fred）和幼鸟（Baby Bird）。他擁有一輛紅色的賽車和一艘名為Vamoosh的變形鳥類飛船。儘管他非常友善、甜美，且幾乎總是保持好心情，但Pocoyo也非常以自我為中心，容易被簡單的事物分心，時常因朋友而感到嫉妒，也常表現出不服從的行為。然而，他總是努力克服這些缺點，學習道德規範，並且他也對他人非常關心，經常表達出他的愛與關懷。

- 解說員（卡斯提利亞西班牙語版本由José María del Río配音；英語版第1至2季由Stephen Fry配音，第3季起由Stephen Hughes配音[來源請求]）是整個節目中的旁白，經常與角色直接對話。Pocoyo與解說員之間有著良好的關係，總是對他的出現（聲音）感到非常高興。解說員有時也會參與到劇情事件中，因此他不僅僅是一位旁觀者，更多時候像是一位聽得見但看不見的角色，而非傳統的解說員。

- 巴托（Pato）是一隻黃色的鴨子，只戴著一頂小綠帽。他熱愛園藝，經常被看到澆灌植物和花朵。「Pato」在西班牙語中意為「鴨子」。由於他活潑的舞蹈和能夠將嘴巴旋轉360度的特技，巴托深受觀眾喜愛。儘管他性格友好，但也是最挑剔和容易不耐煩的角色（當他失望或震驚時，他的嘴巴會彎曲）。有時，他會徹底失去冷靜，跳上跳下，並狂怒地大叫，甚至讓嘴巴快速旋轉。他有時會被當作鑽地機或導彈使用，甚至能變成一架直升機。在2003年的試播集中，他最初被稱為Ducky，後來改名為巴托（Pato）。
- 小鳥（Baby Bird）是瞌睡鳥的活潑小鳥，總是充滿活力，與母親瞌睡鳥不同，他不喜歡睡覺。小鳥是歌雀的一種，經常陷入困境，需要Pocoyo的幫助來解決。他與毛毛蟲是好朋友。在西班牙語版本中，他被稱為「Pajarito」，意為「小鳥」。

- 愛麗（Elly）是一隻粉紅色的大象，經常背著一個藍色背包。她喜歡製作餅乾和茶等甜點，並擁有一個她非常喜愛的娃娃。儘管體型龐大，她依然優雅而溫柔，能夠進行芭蕾舞表演。作為Pocoyo的姐姐，她對他（Pocoyo）體貼且耐心。然而，她有時會顯得專橫，通常按照自己的方式行事。她經常騎著粉紅色滑板車出行。
- 弗雷德（Fred），早期在第一季被稱為Octopus，後來在第五季改名為Pulpo，是一隻瘋狂的東太平洋紅章魚（動畫中只顯示四條腿以簡化渲染），語言風格類似胡言亂語，並且非常喜歡歌劇。他在劇集中偶爾出現，有時作為主要角色，有時僅作為配角。從第二季開始，他有時被稱為「Fred」。他的聲音風格類似Pee-wee Herman。

- 鲁拉（Loula）是一隻橙色和粉紅色的比格犬小母狗，是Pocoyo的寵物和夥伴。她總是用四條腿走路，有時在行走時會跳躍。這個角色最初命名為Lucas，以紀念創作者兼導演Guillermo García Carsí的狗，但由於女性角色不足，該角色的名稱後來更改為Loula。

- 一群孩子（The Children） 是一群在節目中發言的角色，他們回答旁白提出的問題，以幫助Pocoyo解決問題或了解情況。

- 妮娜（Nina） （由Noel Rodriguez在2016/2017年至2020年製作中配音，Alba Ramos在2020年中期至後期製作中配音[來源請求]）是第四季同名集數中引入的另一位人類角色。她是一位年紀較小的女孩，擁有紅色頭髮，穿著綠色連帽衫、綠色短褲和綠色鞋子。與巴托一樣，她對植物和自然充滿熱情。她主要講一種帶有日語口音的語言，但也能流利使用英語。她的名字與西班牙語中的「niña」（意為「女孩」）相似。她擁有一隻名為Roberto的機器人寵物，該機器人擁有縮小物體的能力。

### 常見角色
- 外星人是一家小型的三足單眼外星生物，通常在Pocoyo和他的朋友們前往太空時會遇到。他們之間的溝通方式是使用斷續的「咔嗒」聲。

- 瞌睡鸟（Sleepy Bird）是一隻青綠色的歌雀。她主要的活動是睡覺，並且通常在飛行時會閉著眼睛。在西班牙語版本中，她被稱為「Pajaroto」，這個名字據說是以一位Zinkia員工的綽號「Maroto」命名的，並且與該員工有一定的相似性。[來源請求] 在拉丁美洲西班牙語版本中，她稱為「Pajaro Dormilon」。在尼娜出現的劇集（不包括她首次出現的劇集和她缺席的劇集）中，瞌睡鸟會從片頭序列中數位移除，以為尼娜騰出空間。

- 小鳥（Baby Bird）是瞌睡鳥的活潑小鳥，總是充滿活力，與母親瞌睡鳥不同，他不喜歡睡覺。小鳥是歌雀的一種，經常陷入困境，需要Pocoyo的幫助來解決。他與毛毛蟲是好朋友。在西班牙語版本中，他被稱為「Pajarito」，意為「小鳥」。

- 球樂團（Ball Orchestra）是一群球狀生物組成的樂隊，他們演奏喇叭、鼓和鈸。在第四季劇集《太空郵政服務》中，揭示了他們居住在一個充滿樂器的星球上。

- 毛毛蟲（Caterpillar），在第五季起改名為Valentina，是一隻黃色的毛毛蟲，頭上綁著藍色蝴蝶結。她的語言類似胡言亂語，並且能夠在需要時變成蝴蝶。她是小鳥的好朋友，也與憤怒外星人（Angry Alien）是朋友。當她感到興奮或沮喪時，經常會把臉撞向地面。

- 弗雷德（Fred），早期在第一季被稱為Octopus，後來在第五季改名為Pulpo，是一隻瘋狂的東太平洋紅章魚（動畫中只顯示四條腿以簡化渲染），語言風格類似胡言亂語，並且非常喜歡歌劇。他在劇集中偶爾出現，有時作為主要角色，有時僅作為配角。從第二季開始，他有時被稱為「Fred」。他的聲音風格類似Pee-wee Herman。

- 音樂花（Music Flower）和樂隊（The Band）是一群花朵，他們演奏Pocoyo喜愛的音樂。

- 鯨魚（Whale）是一隻巨大的淺灰色抹香鯨，臉頰上有紅色斑點，生活在海洋中。

- 小蜘蛛（Baby Spider）是一隻小藍色蜘蛛，在劇集《Pato's Egg》中從巴托找到的蛋中孵化出來。

- 揚科（Yanko）是2019年聖誕特輯《一位特別的客人》中首次出現的角色，是一隻友好的雪雪人，由Pocoyo和Loula首次交朋友。

## 發展與製作
《Pocoyo》的名字由創作者之一David Cantolla提供。這個名字的靈感來自他當時兩歲的女兒在晚間祈禱時使用的詞語。她在祈禱中說「Eres niño poco yo」（「你是個小我」），而不是「Eres niño como yo」（「你是個像我一樣的孩子」）。雖然「Pocoyo」這個名稱是虛構的，但它大致可以翻譯為英語中的“小我”。 該節目使用Softimage XSI軟體進行動畫製作。同時Pocoyo這個角色是「地球一小時」的形象大使，以及WWF（世界自然基金會）指定的兒童形象大使。
該節目於2003年3月首次宣布正在開發中。 2003年10月，宣佈卡爾頓國際（Carlton International）將共同製作並發行該系列，並且首季上半部分的製作預計於2004年9月開始交付。
2004年3月，Novel Entertainment 參與了製作，與 Carlton International 和 Zinkia 共同擔任製作方。然而，關於這次初步公告的其他細節並未透露。
該節目於2005年4月由Granada International在MIP TV展出，並宣布將於秋季在CITV播出。當時還宣布Stephen Fry將為該系列擔任英國版本的旁白。
該系列於2006年5月12日獲得續訂，製作第二季。  製作方表示有意開展其他項目，其中包括可能製作一部《Pocoyo》電影。 2006年6月，《Pocoyo》在第30屆安納西國際動畫電影節上榮獲「最佳電視製作」Cristal獎。
2011年4月，Zinkia和ITV Global Entertainment宣布結束對該系列的共同發行合作，並由Zinkia擁有該系列的全球發行權。
2023年5月，Zinkia宣布將《Pocoyo》系列出售給法國兒童投資公司Animaj，交易金額未透露。此次交易包括所有的知識產權、發行和授權，但不包括教育部分，這些部分將由Zinkia保留。作為交易的一部分，Zinkia將獲得Animaj 7.99%的股份。交易於2023年9月20日完成。

## 播出

### 英國
2007年9月11日，Granada International預售了第一季和第二季給英國第五台的Milkshake!時段。這項協議意味著，雖然CITV仍然可以播放該系列，但無法在Milkshake!的播出時間內播放。

### 西班牙
2006年6月，TVE2和Boomerang分別從Zinkia獲得了該系列的免費電視和付費電視播放權。 第一季於2006年10月在TVE2首播。 第二季於2008年4月在該頻道播出。 第三季《Let's Go Pocoyo》於2010年開播。
2017年10月，Clan獲得了第四季的電視播放權。

### 日本
2006年，該節目作為WOWOW開台15周年特別節目播出。由於後來的11年間該節目未在日本播出，直至2016年1月，《Pocoyo》隨著姊妹節目《Jerry Jam》在BS12 TwellV播出，並在2017年7月恢復播出，成為日間固定節目。該節目在同月於《Jerry Jam》官方應用程式上提供觀看。
自2017年10月起，《Pocoyo》在日本地面電視頻道上陸續播出。日本語版的旁白由工藤靜香擔任。此外，該節目的104集以雙語形式播出，以便於雙語觀眾的需求。

### 韓國
在2000年代中後期，《Pocoyo》經過EBS的全觀眾等級審核和配音後播出。播出後，該節目的VHS和DVD也已發行。此外，該節目還在大教兒童TV和tooniverse播出。儘管在其他地區仍持續播出新集數，但在韓國，《Pocoyo》已於完成第一季後停止播出。

### 其他地區
2005年4月，Australian Broadcasting Corporation成為首個購買該系列的國際廣播公司。 同年10月，格拉納達預售該系列給Treehouse TV（加拿大）、迪士尼頻道（東南亞）、TVNZ（紐西蘭）、CYBC（塞浦路斯）、Gulf DTH/Showtime和MBC（中東）、IBC（冰島）、EBS（韓國）、Alter Channel（希臘）、RTFBH（波士尼亞）、RTV（斯洛文尼亞）、BabyTV（以色列）以及ABC（澳大利亞）。當時，德國、日本、芬蘭、瑞典、法國和香港的交易仍在進行中。
2006年3月，尼克國際兒童頻道法國分部取得了《Pocoyo》系列的法國播映權。 隨後在同年5月，格拉納達國際將該系列預售給KiKA（德國）、拉丁美洲探索兒童頻道、WOWOW（日本）和MNET（南非），而Zinkia則在6月將葡萄牙的播映權售予葡萄牙廣播電視公司。 10月，格拉納達國際將該系列的付費電視權預售給斯堪的納維亞的Disney Channel，而Yle取得了在芬蘭的免費電視播映權。
2008年4月，Zinkia預售了《Pocoyo》系列的墨西哥播映權給Grupo Televisa。
《Pocoyo》自2010年至2021年與《小皮大世界》在美國公共電視台同一半小時時段播出。該節目於2010年1月至2018年1月由美國公共電視分發至當地PBS電視台。 自2018年起，該節目由PBS Kids 24/7頻道播出。
2016年9月，該片由中國的中央電視台少兒頻道首播。
2021年9月13日，《Pocoyo》轉至美國商業電視頻道Cartoon Network，作為其學前節目區塊Cartoonito的一部分播出。 該節目於2022年9月23日從Cartoonito的節目表中移除，並於2022年9月30日從HBO Max下架。PBS Kids的播出於2021年12月26日結束，並由Dinosaur Train的重播取代，播放於週末早上7:30的時段。
2024年7月22日，系列第五季的前13集在Max的部分國家發布，並於2024年8月2日在Cartoonito（拉丁美洲）首播。

## 其他媒體

### 特別節目與電影

#### Pocoyo與太空馬戲團
特別節目《Pocoyo與太空馬戲團》於2008年聖誕節在La 2和CITV Channel播出。該節目於2009年3月由Zinkia和ITV Global Entertainment宣布進行國際發行。
此特別節目講述了外星人「火星兄弟」來到Pocoyo的世界，並舉辦了一場馬戲團。Pocoyo、Elly、Pato和Loula也參加了這場活動。

#### Pocoyo和非凡超級好友（Pocoyo在影院：你的第一部電影）
《Pocoyo在影院：你的第一部電影》（原名：Pocoyo and the League of Extraordinary Super Friends）於2018年5月11日在墨西哥首映， 2018年6月23日在西班牙上映，並於2018年6月24日在其他地區上映。
該片包含一段15分鐘的短片，故事講述憤怒外星人再次出現，並使用他的U.F.O.破壞城市。Pocoyo作為超級英雄，與他的超級朋友（Pato、Elly、Nina和Roberto，還有Elly的玩偶）聯手對抗憤怒外星人的邪惡計劃。影片中還包括了幾集已播出的內容，如《準備，出發，去！》、《Pocoyo的瘋狂發明》和《超級Pocoyo安全視頻》。

#### 第三部電影
第三部《Pocoyo》電影已宣布預定於2028年上映。

### 電子遊戲
2007年10月，Zinkia與Virgin Play簽署了電子遊戲發行協議，計劃於2008年發行《Hello, Pocoyo!》，該遊戲將在Nintendo DS平台推出，由Zinkia內部開發。
第二款遊戲《Pocoyo Racing》於2011年在Nintendo DS和Wii平台上推出，由Zinkia Entertainment發行。2021年4月15日，第三款遊戲《Pocoyo Party》在PlayStation 4和Nintendo Switch平台上發行，由RECOTechnology發行。
此外，還有多款基於《Pocoyo》系列的應用程式遊戲已經推出。

## 外部連結
- 官方网站
- Official Pocoyo 的部落格 （页面存档备份，存于）
- 互联网电影数据库（IMDb）上《Pocoyo》的资料（英文）
- Guillermo García Carsi
- YouTube上的Pocoyo頻道 (Spanish)
- YouTube上的Pocoyo頻道 (English)